# Institute for Historical Review
L'Institute for Historical Review (IHR), fondato da Willis Carto e David McCalden nel 1978, è un'organizzazione statunitense di natura generalmente vista come negazionista e antisemita.

## Descrizione
Si autodefinisce un centro culturale di pubblico interesse, di ricerca e di pubblicazione col fine di promuovere una maggiore consapevolezza pubblica della storia. Tuttavia essa è universalmente riconosciuta come neonazista, negazionista e antisemita. La CNN ha definito l'IHR "la principale organizzazione negazionista del mondo". L'IHR pubblica una rivista e organizza congressi internazionali.
L'Istituto ha anche compilato 66 domande con risposta su varie tematiche dell'Olocausto, volte a smentirlo o ridurlo.

## Causa legale con Mel Mermelstein
L'istituto offrì una ricompensa di 50.000 dollari a chi avesse provato che gli ebrei furono vittime nei campi di sterminio, uccise con le camere a gas. Mel Mermelstein fornì tali prove ma l'istituto si rifiutò di versare la ricompensa promessa. Ne seguì un processo e il giudice Robert Wenke della Corte Superiore confermò che l'impegno doveva essere mantenuto e, implicitamente, che l'Olocausto è un fatto legalmente incontestabile, sconfessando le premesse negazioniste dell'istituto.